# NIPBL
NIPBL‏ (NIPBL, cohesin loading factor) هوَ بروتين يُشَفر بواسطة جين NIPBL في الإنسان.